# 布夏 (茲多爾布尼夫區)

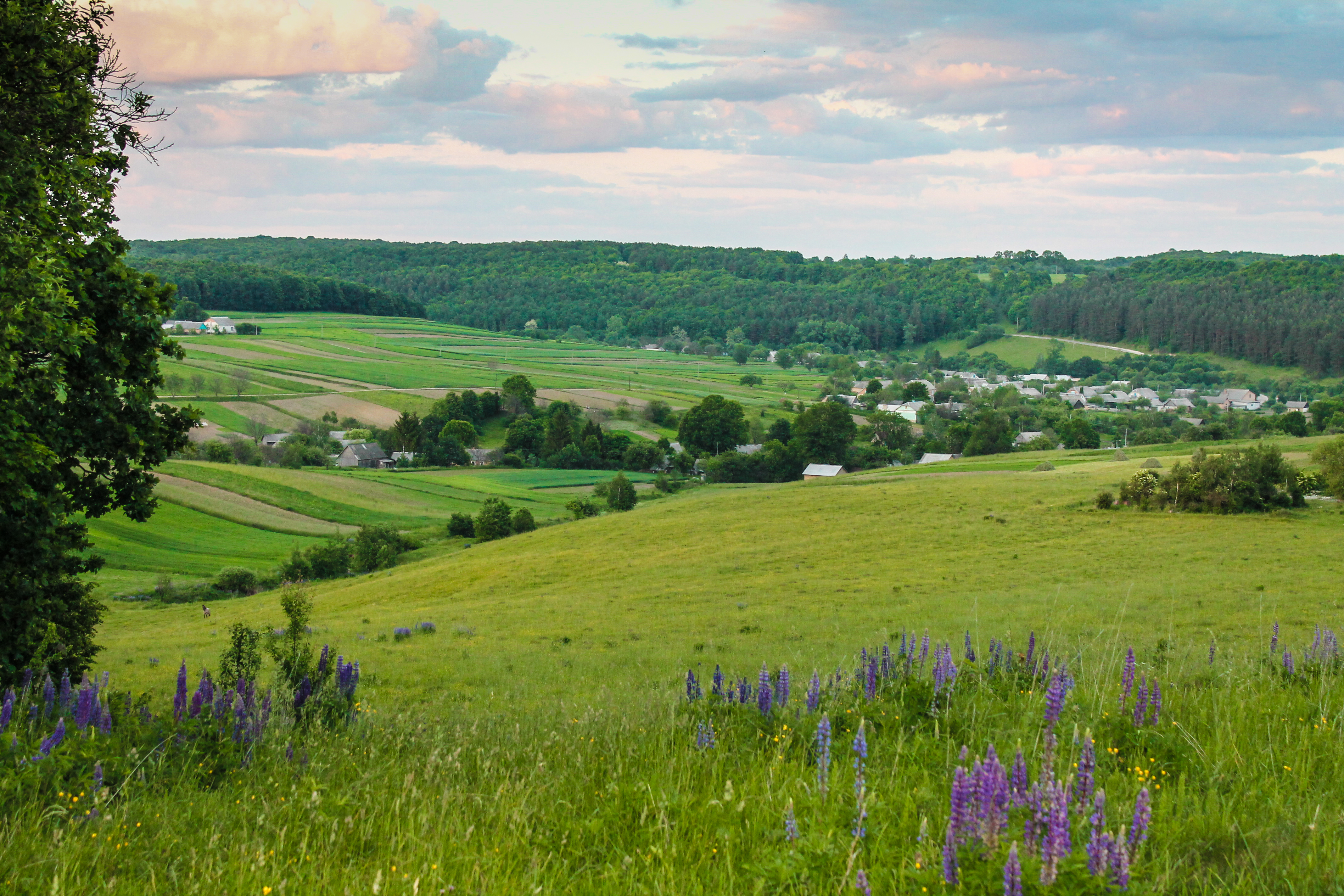

布夏（烏克蘭語：Буща），是烏克蘭西北部的村莊，隸屬里夫內州的里夫內區。該村始建於1322年，面積14.2平方公里，海拔高度264米，2001年人口982，人口密度每平方公里69人。